# Albert King

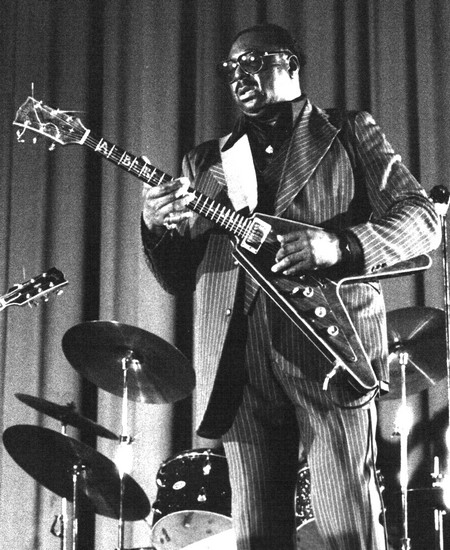

Albert King (Indianola, Mississippi, 1923. április 25. – Memphis, Tennessee, 1992. december 21.) amerikai bluesgitáros és -énekes volt, aki nagy hatással volt a bluesgitározás világára. Egyike a bluesgitározás „három királyának” (B. B. King és Freddie King mellett). Közel 2 méteres magassága, 110 kilós testsúlya és érzékeny játéka miatt „Bársony Buldózer”-nek („The Velvet Bulldozer”) is nevezték.

## Élete és művészete
Balkezesként jobbkezesre húrozott gitárokon – többnyire Gibson Flying V-n – játszott. Játéka olyan neves bluesgitárosokra volt hatással, mint Eric Clapton vagy Duane Allman. Legismertebb dalai: Don't Throw Your Love on Me So Strong (1961), Crosscut Saw és As The Years Go Passing By (1966), Born Under a Bad Sign (1967). Ez utóbbit többek között Jimi Hendrix és a Cream is feldolgozta.

## Diszkográfia
Stúdióalbumok
- 1962: The Big Blues
- 1967: Born Under a Bad Sign
- 1969: Years Gone By
- 1969: Jammed Together (with Steve Cropper & Pops Staples)
- 1970: Blues for Elvis: King Does the King's Things
- 1971: Lovejoy
- 1972: I'll Play the Blues for You
- 1974: I Wanna Get Funky
- 1976: Truckload of Lovin'
- 1976: Albert
- 1977: King Albert
- 1977: The Pinch aka The Blues Don't Change
- 1978: New Orleans Heat
- 1983: San Francisco '83
- 1984: I'm in a Phone Booth Baby
- 1986: The Lost Session
- 1999: Albert King with Stevie Ray Vaughan In Session: 1983

Koncertalbumok
- 1968: Live Wire/Blues Power
- 1977: Live
- 1988: Blues at Sunrise
- 1990: Wednesday Night in San Francisco
- 1990: Thursday Night in San Francisco
- 1993: Blues at Sunset
- 1994: Chicago 1978
- 1998: Rainin' in California
- 1999: Live in Canada
- 2001: The Godfather of the Blues: His Last European Tour
- 2003: Talkin' Blues
- 2003: Live 69
- 2003: Blues from the Road

## További információ
- Albert King az Internet Movie Database-ben (angolul)
- Albert King a Rotten Tomatoeson (angolul)